# Лесото на Светском првенству у атлетици у дворани 2001.
Лесото је други пут учествовао на Светском првенству у атлетици у дворани 2001. одржаном у Лисабону од 9. до 11. марта. Репрезентацију Лесота представљао је један такмичар, који се такмичио у трци на 3.000 метара.
Такмичар Лесото није освојио ниједну медаљу нити је остварио неки резултат.

## Учесници
Мушкарци:
- Tau Khotso — 3.000 м

## Резултати

### Мушкарци
| Атлетичар  | Дисциплина | Лични рекорд | Квалификација | Квалификација | Полуфинале | Полуфинале | Финале               | Финале       | Детаљи |
| Атлетичар  | Дисциплина | Лични рекорд | Резултат      | Место         | Резултат   | Место      | Резултат             | Место        | Детаљи |
| ---------- | ---------- | ------------ | ------------- | ------------- | ---------- | ---------- | -------------------- | ------------ | ------ |
| Tau Khotso | 3.000 м    | 8:15,01      | 8:26,83       | 9. у гр. 1    |            |            | Није се квалификовао | 18 / 20 (22) |        |